# Frise orientale
Pour les articles homonymes, voir Frise.
Cet article concerne la région historique. Pour l'ancien département hollandais, voir Frise-Orientale.

Carte de la Frise orientale.

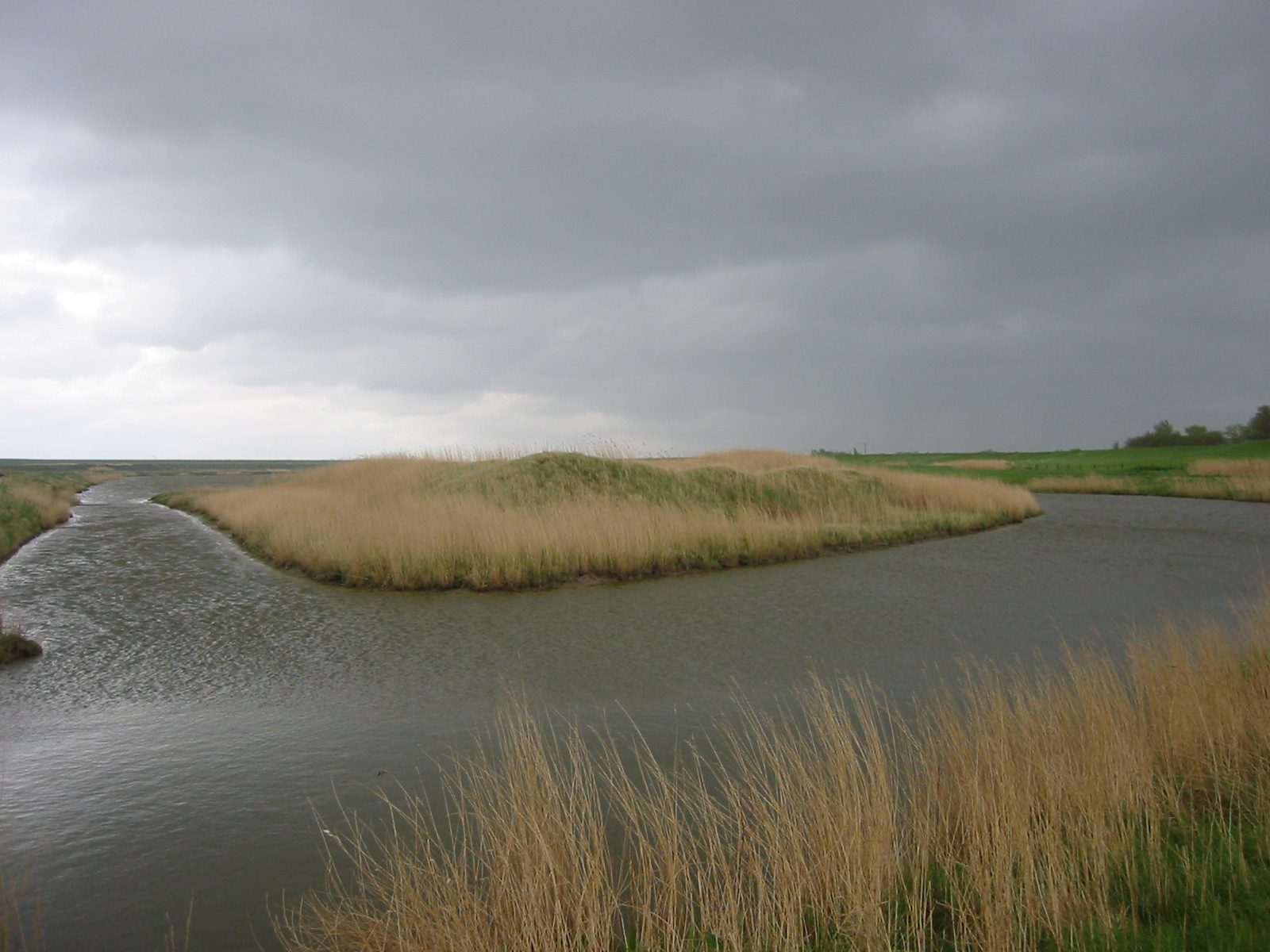
Paysage au nord de Greetsiel, dans la Frise orientale.

La Frise orientale (en allemand standard Ostfriesland, en langue locale bas saxon de Frise orientale Oostfreesland) est une région historique située sur les côtes de la mer des Wadden entre les embouchures des rivières Ems à l'ouest et Weser à l'est, dans le land de Basse-Saxe en Allemagne.
Ses villes principales sont Emden, Aurich, Leer, Norden et Wittmund.

## Histoire
Région vouée à la piraterie depuis l'ère viking, la région est administrée par des seigneurs féodaux pendant presque tout le Moyen Âge, maintenant ainsi son indépendance vis-à-vis de l'évêché d'Utrecht et des princes saxons d'Oldenbourg. À partir de 1464, le comté de Frise orientale est gouverné par les comtes de Cirksena. À l’extinction du dernier d'entre eux en 1744, la région passe sous domination prussienne (sous le règne de Frédéric le Grand) jusqu'aux guerres napoléoniennes.
En effet, en 1807, Napoléon Ier la rattache au royaume de Hollande, qui lui-même est annexé à l'Empire français en 1810. La Frise orientale constitue le département de l'Ems-Oriental.
Après la chute de Napoléon, la Frise orientale est rendue aux Prussiens, puis cédée au royaume de Hanovre (lié alors à la couronne britannique). Ce n’est qu’à cette époque que la Frise orientale commence à être germanisée. La langue dominante des écoles et des églises devient l'allemand, au détriment du parler bas saxon de Frise orientale jusque-là prédominant. En 1866, le royaume de Hanovre est annexé à la Prusse à la suite de la guerre austro-prussienne ; le Frise orientale redevient prussienne.
En 1871, la Frise orientale, comme toutes les autres provinces de la Prusse, devient un territoire de l'Empire allemand. En 1885, la Frise orientale constitue le district d'Aurich.
Après 1945, les Pays-Bas réclament les régions à l'est de l'Ems pour des raisons historiques. Mais sauf pendant l'époque des républiques libres des Frisons au Moyen Âge, et sous Napoléon, cette région n'avait été que très peu liée aux Pays-Bas ; elle demeure donc partie intégrante du land de Basse-Saxe et par conséquent de l'Allemagne fédérale. Sa partie orientale, anciennement État libre d'Oldenbourg), constitue aujourd'hui le Kreis (arrondissement) de Friesland, autour de la ville de Jever.

## Langue
La plupart des habitants de la Frise parlaient le bas saxon de Frise orientale (le Oostfreesk Platt), tandis que ceux des villes préféraient l'allemand standard. L'ancien frison oriental n'existait plus que dans une région isolée au sud de la Frise orientale (le Saterland), s'étant déjà séparé du reste de la Frise orientale au XVIe siècle. Les gens originaires de Frise orientale qui ont pu adhérer à la culture française, tels que Claas Hugo Humbert, étaient peu nombreux.